# Judarnas historia i Afghanistan

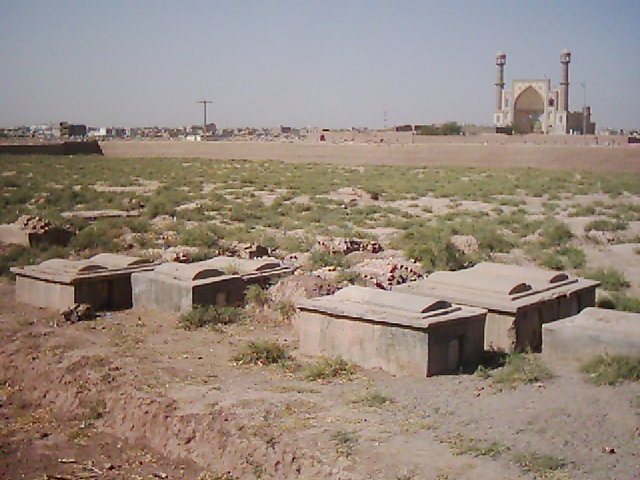
Den judiska kyrkogården i Herat.

Judarnas historia i Afghanistan är över 2 500 år gammal. Enligt gammal iransk tradition bosatte sig judarna först i staden Balkh, som då var ett viktigt centrum för både zoroastrism och buddism. Denna invandring skedde efter att Juda rike föll, år 587 f.v.t..  I modern tid har den judiska befolkningen i Afghanistan minskat kraftigt, och finns idag inte längre kvar alls.
När talibanernas stora offensiv inleddes 2021 fanns det bara två judar kvar i Afghanistan: Zablon Simintov och hans avlägsna släkting Tova Moradi. När talibanerna återupprättade det Islamiska emiratet Afghanistan i augusti samma år, valde båda att göra alija – Simintov den 7 september och Moradi den 29 oktober 2021. Därmed avslutades ett mångtusenåriga kapitel av obrutet judiskt liv i landet. De afghanska judarna utgjorde en gren av den persisk-judiska traditionen. Idag bor nästan alla afghanska judar i Israel, med mindre grupper på några hundra personer i USA och Storbritannien.
De judiska familjerna bodde främst i städerna Herat och Kabul, medan deras patriarker ofta var ute på handelsresor genom Centralasien och Iran. Under sina resor längs Sidenvägen ristade de in böner på hebreiska och arameiska i bergens klippor. 

## Historia

Mashiach Gul och Daniel Gul, ledare av den afghansk-judiska församlingen (Jerusalem år 1917).

### Antiken och medeltiden
Bevarade uppgifter om judisk närvaro i Afghanistan går tillbaka till 600-talet e.Kr., även om gammal iransk tradition hävdar att judar fanns i området redan på Israels och Judas tid. Vissa pashtuner har också ursprungsteorier som gör gällande att de härstammar från  israeliternas tio förlorade stammar. Staden Balkh var ett viktigt centrum för judiskt liv i det forntida Afghanistan; enligt vissa islamiska traditioner är Balkh både begravningsplats för Hesekiel och hem för Jeremia – båda betraktade som profeter i såväl judendomen som islam.  Judar bosatte sig även i Herat, som var en viktig plats längs Sidenvägen och andra handelsleder. I modern tid finns fortfarande lämningar från judiska bosättningar i Herat, däribland en judisk begravningsplats. Den arabiske geografen Muhammad al-Idrisi skrev på 1100-talet att staden Kabul hade ett judiskt kvarter.  På 1700-talet slog sig judar som tjänstgjort i Nader Shahs armé ner i Kabul. År 2011 hittades Afghan Geniza – en samling fragment av judiska manuskript från 1000-talet – i ett grottsystem i Afghanistan. Samlingen är skriven på hebreiska, arameiska, judeo-arabiska och judeo-persiska. År 2013 köpte Israels nationalbibliotek i Jerusalem 29 sidor ur samlingen.

### Modern tid

#### Sovjetisk flyktingkris
Efter den kazakiska svälten 1930–1933 korsade ett betydande antal bucharajudar över gränsen till kungadömet Afghanistan som en del av den bredare flyktingkrisen som svälten orsakade. Ledare för dessa samhällen vädjade då om hjälp från judiska församlingar i Europa och USA. Totalt hade omkring 60 000 människor flytt från Sovjetunionen till Afghanistan. År 1932 undertecknade Mohammed Nadir Shah ett gränsavtal med Sovjet förhindra asylsökande från att ta sig in i Afghanistan från sovjetiska Centralasien. Senare samma år började Afghanistan deportera flyktingar med sovjetiskt ursprung, antingen tillbaka till Sovjetunionen eller till utpekade områden i Kina. Sovjetiska judar som redan befann sig i Afghanistan med avsikt att fly vidare söderut blev gripna i Kabul, och alla som stoppades vid gränsen skickades omedelbart tillbaka. Alla sovjetiska medborgare – inklusive dessa Bucharajudar – misstänktes av både afghanska och brittiska myndigheter för att bedriva spioneri i syfte att sprida bolsjevikisk propaganda.
Från och med september 1933 tvingades många av dessa före detta sovjetiska judiska flyktingar i norra Afghanistan att flytta till större städer som Kabul och Herat, men de fortsatte att leva under restriktioner när det gällde arbete och handel. Även om det hävdats att mordet på kung Mohammad Nadir Shah i november 1933 förvärrade situationen, tyder det mesta på att det hade begränsad effekt.  År 1935 rapporterade Jewish Telegraphic Agency att ”gettolagar” hade införts för Afghanistans judar. Dessa innebar att de tvingades bära särskilda kläder, att judiska kvinnor inte fick vistas på marknader, att alla judar måste bo på visst avstånd från moskéer, samt att de förbjöds att rida hästar. Samma år uppgav en delegat till den sionistiska världskongressen att uppskattningsvis 40 000 Bucharajudar hade dött av svält eller blivit dödade. I mitten av 1935 bröt upplopp ut i Herat, den afghanska stad med störst judisk befolkning, efter ett bråk mellan två pojkar – en judisk och en muslimsk. De hade hamnat i gräl av okänd anledning, varpå den muslimske pojken föll ner för en trappa. Den judiske pojken, Aba ben Simon, fick skulden, och rykten började spridas om att han försökt omvända den muslimske pojken till judendomen. Mellan 1935 och 1941, under premiärminister Mohammad Hashim Khan (kungens farbror), var Nazityskland det mest inflytelserika landet i Afghanistan. Nazisterna betraktade majoriteten av Afghanistans befolkning som “arier”. År 1938 rapporterades det att judar enbart tilläts arbeta som skoputsare.

#### Försök till migration till Indien
Vissa afghanska judar försökte emigrera till Brittiska Indien, men när de anlände till gränsen kategoriserades de utifrån sina pass. De som hade sovjetiska pass anklagades för att ha “bolsjevikiska kopplingar” och nekades inträde. Många afghanska judar deporterades tillbaka till sovjetkontrollerade områden, officiellt för att de påstods ha brutit mot Brittiska Indiens regler för uppförande. Historiker har dock påpekat att det i själva verket var den koloniala regeringens rädsla för att emigranterna skulle sprida socialistiska idéer bland den indiska befolkningen och inspirera självständighetsrörelsen som vägde tyngst i beslutet att utvisa dem.
Levnadsvillkoren för judar försämrades alltmer i både Kabul och Herat.[källa behövs] Under andra världskriget emigrerade många afghanska judar illegalt till Brittiska Indien. Tusentals afghanska judar utvandrade också till det brittiska Palestinamandatet, men de flesta emigrerade till staten Israel efter dess grundande 1948. En del afghanska judar utvandrade även till USA, där de flesta bosatte sig i stadsdelen Queens i New York.

## Utvandring
År 1948 fanns det över 5 000 judar i Afghanistan. Afghanistan var det enda muslimska landet som tillät judiska emigranter att behålla sitt medborgarskap. De flesta afghanska judarna flyttade till Israel eller USA. År 1969 fanns det ungefär 300 judar kvar i landet, men de flesta lämnade Afghanistan efter Sovjetunionens invasion 1979. År 1996 återstod endast 10 judar, varav de flesta bodde i Kabul. I dag lever över 10 000 judar med afghanskt ursprung i Israel. Över 200 afghansk-judiska familjer bor i New York, och fler än 100 personer med afghansk-judisk bakgrund bor i London.

## Slutet för Afghanistans judiska församling
I slutet av 2004 fanns det bara tre kända judar kvar i Afghanistan: Zablon Simintov, Isaac Levy (född omkring 1920) och, som det senare visade sig, Simintovs släkting Tova Moradi.
Levy levde på välgörenhet, medan Simintov drev en butik som sålde mattor och smycken fram till 2001. De bodde på varsin sida av den förfallna synagogan i Kabul. De brukade ständigt anmäla varandra till myndigheterna, och båda hamnade vid olika tillfällen i talibanfängelser. Talibanerna konfiskerade också synagogans torahrulle. Den konfliktfyllda relationen mellan Simintov och Levy dramatiserades i en pjäs som inspirerats av nyhetsrapporter om de två männens liv, vilka publicerades i internationell media efter den USA-ledda invasionen av Afghanistan och talibanregimens fall. Pjäsen, med titeln The Last Two Jews of Kabul, skrevs av dramatikern Josh Greenfeld och sattes upp i New York år 2002.
I januari 2005 dog Isaac Levy av naturliga orsaker, vilket fick omvärlden att tro att Zablon Simintov var den enda kvarvarande kända juden i Afghanistan. Han tog hand om den enda synagogan i Afghanistans huvudstad, Kabul. Han försökte fortfarande få tillbaka den torahrulle som konfiskerats. Simintov, som inte talar  hebreiska, påstod att mannen som stal toran nu sitter fängslad av USA på Guantánamobasen. Simintov har en fru och två döttrar som alla emigrerade till Israel 1998, och han sade att han övervägde att följa efter. Men när han i en intervju fick frågan om han skulle åka till Israel svarade han trotsigt: ”Åka till Israel? Vad har jag där att göra? Varför skulle jag bege mig av härifrån?” I april 2021 meddelade han dock att han planerade att emigrera till Israel efter de judiska högtiderna samma år, eftersom han fruktade att talibanerna skulle återta makten efter USA:s tillbakadragande från Afghanistan. Under hela augusti 2021 stannade Simintov kvar i Kabul, trots att han haft möjlighet att fly.
Efter att ha mottagit dödshot från både talibanerna och ISIS-KP till ett än så länge okänt land strax före den judiska högtiden Rosh Hashana den 6 september 2021. Han tog med sig 30 andra flyktingar, däribland 28 kvinnor och barn.
Två månader senare visade det sig att en tidigare okänd avlägsen släkting till Simintov, Tova Moradi, hade flytt från Afghanistan någon gång i oktober. Det gjorde henne till den sista kända juden i landet under den mellanliggande månaden. Till skillnad från officiella uppgifter som hävdade att det inte längre fanns några judar i Afghanistan, tros Moradi ha varit den allra sista juden som bodde där.
På grund av årtionden av krig, antisemitism och extrem religiös förföljelse finns det idag officiellt inga judar kvar i Afghanistan.

## Återstående synagogor och platser
Synagogan i Kabul som Zablon Simintov tog hand om fram till sin sista dag i Afghanistan ligger i fjärde distriktet i Kabul, på kuche-ye Gol Forushiha (persiska: کوچه گل فروشیها, ”Blomsterhandlarens gränd”). Simintovs grannar lovade honom att de skulle ta hand om Kabuls synagoga under hans frånvaro. 

### Synagogorna i Herat
I staden Herat, det historiska centrumet för Afghanistans judar, finns det fyra synagogor, ett offentligt badhus, en judisk begravningsplats och flera övergivna hus. Yu Aw-synagogan (persiska: کنیسه یوآو), den största av synagogorna, står fortfarande kvar i Herat i västra Afghanistan. Det är en nedlagd synagoga som till stor del bevarat sin ursprungliga arkitektur. Byggnaden består av tre våningar, en stor församlingssal, flera sidorum och korridorer samt sju kupoler i olika storlekar. Yu Aw-synagogan har genomgått renovering de senaste åren och har dessutom lagts till Herats lista över skyddade kulturminnen. 
Den andra synagogan, Gulkiya-synagogan (persiska: کنیسه گلکیا), har omvandlats till en moské och fungerar idag som Balal-moskén. Trots övertagandet har byggnadens struktur och design inte förändrats, och den har även renoverats under senare år. Synagogans mikve (rituella bad) har dock förfallit och är därför inte längre tillgänglig för allmänheten. Den tredje synagogan, Shemayel-synagogan (persiska: کنیسه شمائیل), har byggts om till en grundskola. Den fjärde synagogan, Mulla Ashur-synagogan (persiska: کنیسه ملا عاشور), ligger i Herats historiska basarområde och är i ett förfallet skick. Det judiska badhuset är också övergivet och byggnaden är i stort behov av akut renovering för att inte helt gå förlorad. Badhuset var i bruk i Herats basar fram till 2018.
Det finns också en liten judisk begravningsplats i Herat. Några av gravstenarna bär inskriptioner på hebreiska med information om de avlidna. Under senare år har några gravstenar samt muren runt begravningsplatsen restaurerats tack vare donationer från det afghansk-judiska samhället i Israel.